# Kató Josio
Kató Josio (Szaitama, 1957. augusztus 1. –) japán válogatott labdarúgó.

## Nemzeti válogatott
A japán válogatottban 8 mérkőzést játszott.

## Statisztika
| Japán válogatott | Japán válogatott | Japán válogatott |
| Időszak          | Mérk.            | gól              |
| ---------------- | ---------------- | ---------------- |
| 1980             | 3                | 0                |
| 1981             | 5                | 0                |
| Összesen         | 8                | 0                |